# Rajd Piancavallo 1997
18. Rajd Piancavallo (18. Rally Piancavallo) – 18 edycja rajdu samochodowego Rajdu Piancavallo rozgrywanego we Włoszech. Rozgrywany był od 1 do 3 maja 1997 roku. Była to trzynasta runda Rajdowych Mistrzostw Europy w roku 1997 (rajd miał najwyższy współczynnik - 20) oraz czwarta runda Rajdowych Mistrzostw Włoch.

## Klasyfikacja rajdu
| Miejsce                                        | Kierowca                                       | Pilot                                          | Samochód                                       | Czas                                           | Strata                                         |                                                |
| Klasyfikacja generalna, ERC i mistrzostw Włoch | Klasyfikacja generalna, ERC i mistrzostw Włoch | Klasyfikacja generalna, ERC i mistrzostw Włoch | Klasyfikacja generalna, ERC i mistrzostw Włoch | Klasyfikacja generalna, ERC i mistrzostw Włoch | Klasyfikacja generalna, ERC i mistrzostw Włoch | Klasyfikacja generalna, ERC i mistrzostw Włoch |
| ---------------------------------------------- | ---------------------------------------------- | ---------------------------------------------- | ---------------------------------------------- | ---------------------------------------------- | ---------------------------------------------- | ---------------------------------------------- |
| 1.                                             | Andrea Dallavilla                              | Danilo Fappani                                 | Subaru Impreza 555                             | 3:06:03                                        | 0.0                                            |                                                |
| 2.                                             | Andrea Aghini                                  | Loris Roggia                                   | Toyota Celica GT-Four (ST205)                  | 3:06:11                                        | +8                                             |                                                |
| 3.                                             | Gianfranco Cunico                              | Scalvini Pierangelo                            | Ford Escort RS Cosworth                        | 3:06:59                                        | +56                                            |                                                |
| 4.                                             | Fabrizio Tabaton                               | Maurizio Imerito                               | Toyota Celica GT-Four (ST205)                  | 3:09:04                                        | +3:01                                          |                                                |
| 5.                                             | Krzysztof Hołowczyc                            | Maciej Wisławski                               | Subaru Impreza 555                             | 3:11:00                                        | +4:57                                          |                                                |
| 6.                                             | Paolo Andreucci                                | Fedeli Simona                                  | Renault Mégane Maxi                            | 3:11:16                                        | +5:13                                          |                                                |
| 7.                                             | Claudio De Cecco                               | Alberto Barigelli                              | Ford Escort RS Cosworth                        | 3:13:23                                        | +7:20                                          |                                                |
| 8.                                             | Domenico Caldarola                             | Paolo Cecchini                                 | Subaru Impreza 555                             | 3:14:53                                        | +8:50                                          |                                                |
| 9.                                             | Sergio Trevisan                                | Lucio Baggio                                   | Ford Escort RS Cosworth                        | 3:15:25                                        | +9:22                                          |                                                |
| 10                                             | Gianluca Vita                                  | Giovanni Agnese                                | Toyota Celica GT-Four (ST205)                  | 3:16:05                                        | +10:02                                         |                                                |